# Edmund von Zoller
Edmund von Zoller (* 20. Mai 1822 in Stuttgart; † 1. April 1902 in Ludwigsburg) war ein deutscher Bibliothekar und Redakteur.

## Leben
Zoller war der Sohn des Pädagogen Karl August von Zoller, des Mitbegründers und Rektors des Katharinenstifts in Stuttgart und der Kaufmannstochter Christiane Friederike Barrier (1777–1853). Edmund hatte acht ältere Geschwister. Er besuchte das Gymnasium in Stuttgart und studierte anschließend Philosophie, Philologie und Geschichte an der Universität Tübingen. Seit 1846 war er als belletristischer Schriftsteller in Stuttgart tätig und widmete sich in erster Linie literarischen Übersetzungen. Er dolmetschte auch an württembergischen Gerichten. Von Zoller war seinem Vetter Eduard Hallberger eng verbunden, der 1848 einen eigenen Verlag gegründet hatte, und arbeitete eng mit ihm zusammen. Er redigierte die bei Hallberger ab 1852 erscheinende Zeitschrift „Central-Organ für die deutschen Bühnen“ und unterstützte Hallberger bei der Gründung der Zeitschrift „Illustrierte Welt“. Hallberger, der Schriftsteller Friedrich Wilhelm Hackländer und von Zoller gründeten 1859 die illustrierte Zeitschrift „Über Land und Meer“. Hackländer fungierte als Herausgeber, von Zoller zeichnete von 1859 bis 1867 und von 1881 bis 1885 als verantwortlicher Redakteur der Zeitschrift. Von Zoller redigierte daneben die ebenfalls von Hallberger herausgegebene Romanbibliothek. 1885 wurde Edmund von Zoller als Direktor an die Königliche Hofbibliothek in Stuttgart berufen.
1863 heiratete Edmund von Zoller Emma Freiin v. Crailsheim.
Sein älterer Bruder war der Schriftsteller und Übersetzer August Zoller.
Aufgrund von nachlassender Gesundheit und zunehmender Pflegebedürftigkeit befand sich von Zoller seit Juli 1901 im Männerkrankenhaus Salon auf der Karlshöhe in Ludwigsburg, wo er auch starb.

## Veröffentlichungen (Auswahl)
Zollers zahlreiche Übersetzungen von Romanen bleiben hier unerwähnt, ihre Anzahl ist unbekannt. Eine sprachwissenschaftliche Übertragung aus dem Dänischen sei aber angeführt.
- Die Bibliothekwissenschaft im Umrisse. Weise, Stuttgart 1846. (Digitalisat des MDZ)
- Worte am Grabe der Königlich württembergischen Hofschauspielerin Johanna Wittmann: Geboren in Mainz den 6. Juni 1813, gestorben in Stuttgart den 6. April 1848. Fr. Müller, Stuttgart 1848.
- Die Orden von Tunis: ein Beitrag zur Ordensgeschichte. Wien 1877.
- Der Orden vom goldenen Vliess: Festschrift zum vierhundertjährigen Jubiläum der Chef- und Souveräns-Würde des Oesterreichischen Kaiserhauses. Altenburg 1877.
- Die Orden und Ehrenzeichen Deutschlands und Österreichs. Rommel, Frankfurt a. M. 1881.
- Die Königliche Handbibliothek in Stuttgart. Deutsche Verlags-Anstalt, Stuttgart 1886.
- Der Königliche und ausgezeichnete Orden Carls des Dritten. Rommel, Frankfurt a. M. 1888.
- zusammen mit Carl Felix von Schlichtegroll (Hrsg.): Portrait-Gallerie der regierenden Fürsten und Fürstinnen Deutschlands. 1890–1891. Siegismund, Berlin 1892.